# Йоница Николов
Йоница Николов (12 окт. 1862, с. Капитановци – 1937, Видин) е търговец, рентиер, кмет, окръжен съветник и депутат в IV ВНС, а заедно със съпругата си Йоана Николова даряват пари за довършване на започнатата сграда, предназначена за „приют за недъгави старци"

## Дарението
Семейство Николови обявяват дарението си на 10 март 1924 г. на заседание на Градския общински съвет. Освен това изявяват желанието си приютът да носи техните имена, а бюстовете им да седят на входнат аврата.
Към края на 1924 г. семейство Николови разбират, че парите не достигат, но въпреки това увеличават дарението си с още 100 хил. лв.

## Завършване на приюта
Приютът е завършен през 1927 г. и открит тържествено на 2 юни 1927 г. Молебенът е извършен от Видинския митрополит Неофит в присъствието на кмета на града, граждани, както и 32 старци от приюта. Популацията на дома се състои от българи, турци и маджари, като „двама са напълно слепи, двама парализирани, останалите притежават някакъв душевен или физически недостатък. По възраст те са от 50 до 98 години“.
Построяването на приюта за стари хора струва над 2 млн. лв. и има възможност да подслони над 100 възрастни хора.
Приютът просъществува до края на 60-те години на миналия век, а днес върху основите му е построена сградата на РЗИ, Видин.
На 15 септ. 1911 г. Йоница Николов дарява и място за строеж на училище в родното му село Капитановци. Училището е построено с доброволния труд на жителите на селото, като сградата е довършена на 1 септ. 1914 г.
На 18 май 1922 г. Й. Николов подарява на бедните ученици сираци 9 комплекта облекло на обща стойност 4145 лв., дарява книги и списания на училищната библиотека, както и купува за всички бедни ученици „потреби“ - дрехи, обувки и учебници.